# Clare Bodensteiner
Clare Bodensteiner (31 de outubro de 1984) é uma ex-basquetebolista neozelandesa.

## Carreira
Clare Bodensteiner integrou a Seleção Neozelandesa de Basquetebol Feminino em Pequim 2008, terminando na décima posição.